# 何璋
何璋（1506年—？），字國珍，湖廣荊州府夷陵州人，軍籍，明朝政治人物。

## 生平
嘉靖十年（1531年）辛卯科湖廣鄉試第四十名舉人。嘉靖二十三年（1544年）中式甲辰科會試第七十七名，登第三甲第二百零七名進士。三十二年任思南府知府，調寻甸府，又調鶴慶府、馬湖府。

## 家族
曾祖何宗；祖父何昱；父何永富，母鄧氏；繼母王氏。严侍下。